# Moisés José Loschacoff

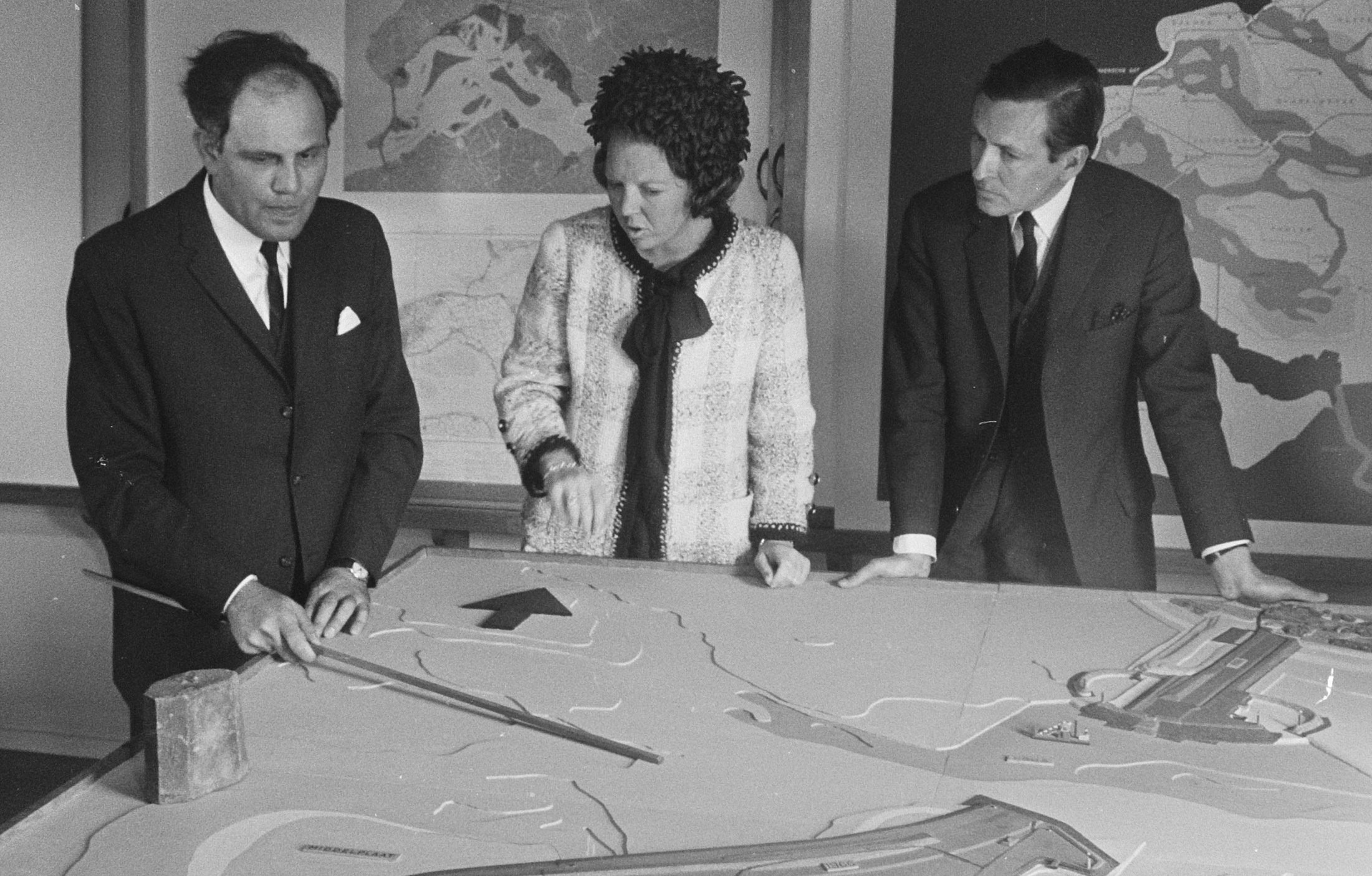
Ir.Loschacoff (links) geeft uitleg aan prinses Beatrix en prins Claus

Moisés José Loschacoff (Moisés Ville (Argentinië) 25 mei 1927 - Noordgouwe 27 februari 2018 was een Nederlands-Argentijns waterbouwkundige, hoofd uitvoering van de afsluitingswerken van de Deltadienst en daarna directeur van de Rijksgebouwendienst.

## Opleiding en begin van zijn loopbaan
De Argentijn Loschacoff studeerde civiele techniek aan de universiteit van Cordoba.  Aan het eind van zijn studie kreeg hij een beurs om praktijk op te doen in Nederland. Begin 1953 kwam hij hierheen voor een stage bij de Zuiderzeewerken. Hij kwam aan net na de watersnood van 1953, en werd gelijk gevraagd om te assisteren bij het repareren van de dijkdoorbraken. Hij was betrokken bij de sluiting van het gat bij Ouwerkerk met caissons. Dit sprak hem zo aan dat hij hierbij betrokken wilde blijven, en hij kreeg een functie als assistent ingenieur bij Rijkswaterstaat. In die tijd werkte hij aan de doorlaatcaissons voor de sluiting van het Veerse Gat. Administratief was hij een medewerker van de directie landaanwinning, maar deze dienst was eigenlijk een voorloper van de Deltadienst. Zijn “stage” liep uit en hij bleef uiteindelijk twee jaar, waarna hij weer terug ging  naar Argentinië. Hij is daar betrokken bij een studie van de delta van de Paraná, maar het werk in de Argentijnse bureaucratie bevalt hem niet en hij komt in 1958 weer naar Nederland. 

## De grote afsluitingen
Hij raakte betrokken bij de werken voor de afsluiting van het Brouwershavense Gat. Hij kreeg daar vanaf 1962 de leiding over de aanleg van de werkhaven Kabbelaarsplaat. In 1962 begon hij aan het ontwerp van de onderdelen van de Brouwersdam zelf. Omdat de proeven met een kabelbaansluitingen (bijv bij de Grevelingendam) eerder vrij positief waren, was het de bedoeling om ook het Brouwershavense Gat zo af te sluiten. Hergebruik van de kabelbaan bleek moeizaam te zijn, en het gebruik van nylon zakken met zand viel tegen (ze waren te glad en vielen kapot).
Vanwege het feit dat hij geen Nederlanders was, kon hij bij Rijkswaterstaat geen vaste aanstelling krijgen ("...Ik ben te werk gesteld als arbeidscontractant….”). Kort na het verschijnen van dit krantenartikel is hij in 1969 genaturaliseerd tot Nederlander, en kon hij vast aangesteld worden. De sluiting van de Brouwersdam is in 1971; daarna gaat alle aandacht naar de sluiting van de Oosterschelde.
In 1974 volgde hij ir. N. Biezeveld op als hoofd afsluitingswerken van de Deltadienst. Hiermee werd hij de primair verantwoordelijke ingenieur voor de afsluiting van de Oosterschelde. Eind 1973 was al vijf van de negen kilometer van de Oosterschelde afgedamd (het deel op het werkeiland Neeltje Jans) en men was bezig met de bouw van de pylonen voor de kabelbaan waarmee de sluitgaten aan beide zijden van het werkeiland gesloten zouden worden. Begin jaren 70 van de twintigste eeuw ontstond echter een massaal protest vanuit de visserij, kwekers van schelpdieren en anderen. Dit gaf de nodige politieke problemen, en daarom werden hierop in juli 1974 de werken tijdelijk stopgezet in afwachting van een definitief besluit. Maar dat betekende dat hij in zijn nieuwe functie eigenlijk niets kon doen. De regering benoemde de Commissie Klaasesz, die advies moest uitbrengen. Uiteindelijk werd in 1976 besloten om over de resterende vier kilometer lengte schuifdeuren aan te brengen. Loschacoff (evenals zijn mentor ir. Dibbits) waren felle tegenstanders van zo'n half open oplossing.
Dat betekende wel een compleet herontwerp, dus er werd voorlopig niet gebouwd. In 1978 wordt hij hoofd waterbouwkundige werken. Hij krijgt daarmee de leiding over aanleg van de kering, waarvan inmiddels besloten was dat dit een reeks pijlers met daartussen beweegbare schuiven zou gaan worden. Maar er kan niet onmiddellijk met het plaatsen van de pijlers worden begonnen, daarvoor werden eerst bouwdokken aangelegd en moesten speciale schepen, zoals de Cardium gebouwd worden.

## Ontwikkelingshulp
In 1975 had Nederland in het kader van ontwikkelingshulp technische bijstand beloofd aan Peru voor de ontwikkeling van visserijhavens. Loschacoff is hiervoor een aantal keren naar Peru gereisd om ondersteuning te geven aan de Nederlandse waterbouwkundigen die daar door Rijkswaterstaat waren gedetacheerd.

## Rijksgebouwendienst
In 1979 werd hij gevraagd voor de functie van directeur-generaal van de Rijksgebouwendienst. Hij aanvaard deze functie, vermoedelijk ook omdat de discussie over het niet-afsluiten van de Oosterschelde hem tegen stonden. Hij wil wel in Noordgouwe blijven wonen. De minister gaat er mee akkoord dat hij een dienstauto met chauffeur krijgt voor het dagelijkse woon-werkverkeer. Hierover worden later zelfs kamervragen gesteld. Het CDA vind de kosten hiervan (f100.000 per jaar) te hoog. Dit wordt mede ingegeven doordat een aantal bouwprojecten aanzienlijk duurder uitvallen dan begroot. In 1984 is er weer gedoe over uit de hand gelopen bouwkosten, onder andere voor enkele ministeries, de Koninklijke Bibliotheek en de verbouwing paleis Noordeinde voor koningin Beatrix.
Loschacoff komt ook met het voorstel om rijksverzamelgebouwen te maken waar verschillende rijksdiensten hun thuis in kunnen vinden.

## Pensioen
Op zijn 60e gaat hij met pensioen bij de Rijksgebouwendienst. Maar hij krijgt daarna wel de functie van raadsadviseur voor bijzondere taken, zoals financiering van infrastructuur, exportbevordering van de bouw. Deze functie houdt hij tot juni 1992.

## Privé
Hij is op 13 mei 1967 in Zierikzee getrouwd met Sylvia de Kanter.
In de beginjaren van zijn tijd in Nederland was ir. Herman Dibbits, het hoofd van de Landinrichtingsdienst en directeur Deltawerken-zuid bij de sluiting van het Veerse Gat, voor hem een belangrijke steunpilaar, wat onder meer blijkt uit de door hem geplaatste rouwadvertentie bij het overlijden van Dibbits.

### Rapporten van Loschacoff
- Afsluiting Brouwershavensche Gat: tracéonderzoek: nota no. 2-1961
- De bescherming van de kop van Goeree: rapport van de werkgroep Zanddam Kop Goerree (1973)
- Stormvloedkering in de Oosterschelde (1973)
- Asfaltbekleding van dijktaluds (voorz. van de commissie, 1975)
- Nota "Doorlaatwerk in de Grevelingendam" (voorz. Van de commissie, 1975)

- Virtual International Authority File: 287280622